# Ladislav Brykner
Ladislav Brykner (* 24. Mai 1989 in Hořice v Podkrkonoší) ist ein tschechischer Handballspieler, der zumeist auf Rückraum rechts eingesetzt wird.
Der 1,94 m große und 90 kg schwere Linkshänder begann mit dem Handballspiel beim tschechischen Verein HBC Jičín, mit dem er auch 2009 in der Extraliga házená debütierte und in 21 Spielen 75 Tore erzielte. Daraufhin verpflichtete ihn SSK Talent 90 Plzeň, für den er 150 Tore in 28 Partien warf. Zur Saison 2011/12 wechselte er nach Deutschland in die 3. Liga zum Dessau-Roßlauer HV. Nach Ablauf seines Einjahres-Vertrages ging er zum Zweitligisten EHV Aue. Im Sommer 2016 verließ er den EHV Aue und schloss sich dem HSV Bad Blankenburg an. Zwei Jahre später kehrte er wieder nach Aue zurück. Seit der Saison 2020/21 läuft er für den Drittligisten SV Plauen Oberlosa auf.
Für die Tschechische Nationalmannschaft bestritt Ladislav Brykner bisher 14 Länderspiele, in denen er 8 Tore erzielte. Er stand im vorläufigen Kader für die Europameisterschaft 2014, wurde aber nicht ins endgültige Aufgebot berufen.